# Hiperacusia
A hiperacusia é uma patologia que se caracteriza por uma disfunção da audição que provoca hipersensibilidade e intolerância a sons, nomeadamente a sons que para a maioria das pessoas são perfeitamente toleráveis. Pode manifestar-se também na forma de uma intolerância a certas frequências e ruídos (nesse sentido, não deverá ser confundida com misofonia, embora uma pessoa que sofra de hiperacusia possa sofrer simultaneamente de misofonia). A hiperacusia pode ser altamente debilitante.
As definições de hiperacusia podem variar significativamente; podendo se referir a ruídos normais sendo percebidos como altos, irritantes, dolorosos, indutores de medo ou uma combinação desses, e geralmente é categorizada em quatro subtipos: intensidade, dor, irritação e medo. Dependendo do subtipo e grau de severidade, pode se categorizar como um distúrbio auditivo altamente debilitante. Pouco se sabe sobre a prevalência de hiperacusia, em parte devido ao grau de variação na definição do termo.
A hiperacusia geralmente coincide com o zumbido; 25% das pessoas com zumbido relatam sofrer de hiperacusia leve.
Uma pessoa com hiperacusia sofre quando exposta a ruídos e/ou certos sons ou ambientes ruidosos. As queixas mais frequentemente descritas são a dor e a intensificação do zumbido existente. Esse sofrimento é proporcional à intensidade do ruído e à duração da exposição. As frequências afetadas e o limiar de tolerância à intensidade acústica variam de uma pessoa para outra.

## Sintomas
Na hiperacusia, os sintomas mais comums são dor de ouvido, incômodo, distorções e intolerância geral a muitos sons pelos quais a maioria das pessoas não é afetada. A experiência da hiperacusia pode resultar em ansiedade, depressão, estresse e fonofobia. O comportamento evitativo é frequentemente uma resposta para prevenir os efeitos da hiperacusia.

### Nível de desconforto de volume (LDL)
O limiar do som no qual o desconforto é inicialmente experimentado; medido em decibéis (dB). Após um período de algum alívio dos sintomas, o desconforto recomeça; muitas vezes resultante da exposição ao som, ou, em alguns casos, medicamentos ototóxicos ou lesões.

### Setbacks(recaídas)
A prevenção de setbacks (recaídas ou agravamentos) é um foco importante entre os sofredores da hiperacusia. A hiperacusia é uma patologia pouco compreendida, as explicações oferecidas são apenas hipóteses, e as consequências da exposição sonora variam de indivíduo para indivíduo. A exposição a ruídos danosos tipicamente agrava o nível de hiperacusia, podendo criar zumbido ou aumentar sua intensidade se o mesmo já estiver presente. Esses tipos de sofrimento geralmente são aliviados pelo repouso em um ambiente de ruído controlado.

## Subtipos

### Hiperacusia de intensidade
É o tipo mais comum de hiperacusia, caracterizada por uma sensibilidade ao som, onde a percepção do volume é muito maior do que para uma pessoa saudável; é frequentemente associada a distorções de determinados volumes e/ou frequências, podendo ser aguda, com duração de semanas a menos de um ano antes da recuperação, ou, menos comumente, de “longo prazo”, abrangendo anos e, em alguns casos, tornando-se permanente. A sensibilidade geralmente é diferente entre as orelhas.

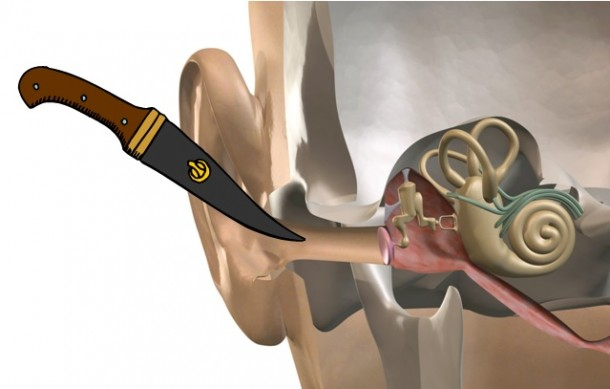
Os pacientes que sofrem de noxacusia frequentemente relatam que a dor causada pelo som se assemelha à sensação de uma facada nos ouvidos

### Hiperacusia dolorosa (noxacusia)
Em alguns casos, a hiperacusia é acompanhada de dor, conhecida como noxacusia. A noxacusia é caracterizada por dor resultante de sons, geralmente iniciada em determinados volumes ou frequências; a dor pode ser imediata ou tardia e, às vezes, persiste por um longo período de tempo após a exposição. A dor pode ser aguda ou crônica e é frequentemente descrita como lancinante, queimação, ácida ou dor nos nervos, e às vezes é equiparada à dor de um canal ou de um dente quebrado.

## Causas e comorbidades
A causa mais comum de hiperacusia é a superexposição a níveis excessivamente altos de decibéis (trauma acústico).
A hiperacusia pode estar presente desde o nascimento do indivíduo, afetando apenas 2 a 3% da população mundial. A maioria dos casos surge frequentemente como resultado de traumas sonoros ou exposição repetida a ruídos intensos (em cerca de 50% dos casos).
Outras causas:
- Uso de medicamentos sensibilizadores do ouvido,
- Doença de Lyme,
- Doença de Ménière,
- Síndrome de deiscência do canal superior,
- Histórico de infecções de ouvido,
- Genética (histórico familiar de problemas auditivos),
- Paralisia de Bell - pode desencadear hiperacusia se a paralisia flácida associada afetar o músculo tensor do tímpano, e o estapédio, dois pequenos músculos da orelha média,[19]
- Disfunção tubária,[20][21]
- Paralisia do músculo estapédio - impede sua função de amortecer as oscilações dos ossículos, fazendo com que o som seja anormalmente alto no lado afetado,[22]
- Síndrome do tensor do tímpano,[23]
- O uso de drogas psicoativas, como LSD, metaqualona ou fenciclidina, podem causar hiperacusia,
- O uso da ciprofloxacina também foi visto como uma causa, conhecida como hiperacusia relacionada à ciprofloxacina,[22]
- O síndrome de abstinência de benzodiazepínicos também é uma causa possível.[24][25]
- Distúrbios musculoesqueléticos na região da cabeça-pescoço, como a síndrome temporomandibular e a instabilidade cervical podem ser transmitidos para a orelha média e o músculo tensor do tímpano através do complexo cervical trigeminal (que possui conexões sensório-motoras bidirecionais para as entradas provenientes da região da cabeça-pescoço).[21]

## Mecanismos fisiopatológicos

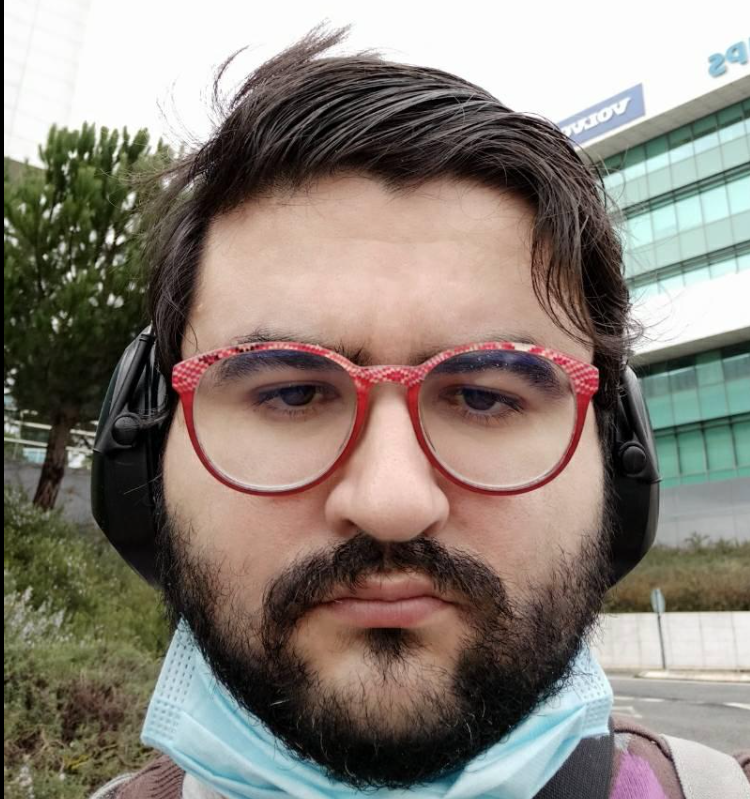
Muitas vezes, a intensidade da hiperacusia e/ou da noxacusia - obriga o paciente a utilizar protetores auditivos - como protetores auditivos em concha (na imagem), tampões de espuma, silicone ou cera ou tampões auditivos destinadas à prática de natação -, especialmente em ambientes com ruídos intensos e/ou imprevisíveis

Os mecanismos fisiológicos da hiperacusia ainda não estão completamente elucidados, sendo várias hipóteses formuladas: ganho central aumentado em resposta à entrada sensorial auditiva diminuída (perda auditiva); um aumento na sincronia neuronal central; disfunção dos sistemas olivococleares medial ou lateral; um desequilíbrio entre as vias excitatórias e inibitórias centrais (GABA, norepinefrina, etc.); uma reorganização sináptica nas vias auditivas e alteração dos encaminhamentos do sinal sonoro em favor de outros circuitos centrais (sistema límbico, memória, etc.).
Nos casos de hiperacusia com percepção alterada de volume, a cóclea geralmente está preservada. É no caminho que o som ainda tem de percorrer, na via auditiva até alcançar o córtex auditivo no lobo temporal, que se encontra a alteração, ou seja, é uma alteração do processamento auditivo central. A hiperacusia significa um aumento anormal de ganho nas vias auditivas, que resulta na percepção exacerbada dos sons externos.
A hipersensibilidade dolorosa (“noxacusia” para distinguir de hiperacusia sem dor) pode acompanhar a perda auditiva e a síndrome do trauma acústico. A degeneração neuronal aferente está provavelmente envolvida na noxacusia. Um mecanismo potencial proposto para explicar a dor envolve os aferentes do tipo II atuando como nociceptores da cóclea, evitando danos adicionais ao ouvido interno, sendo este irreparável. A detecção de dano tecidual induzido por ruído por esta via representa uma nova forma de sensação que denominamos nocicepção auditiva. É teorizado que as fibras aferentes do tipo II ficam excitadas após danos às células ciliadas e sinapses, desencadeando uma liberação de ATP em resposta. Essa liberação de ATP resulta em dor, sensibilidade ao som e inflamação coclear.
Em alguns casos, a noxacusia pode resultar da hipertonicidade crônica do músculo tensor do tímpano (síndrome tônica do músculo tensor do tímpano), que pode desencadear tensão muscular e irritabilidade do nervo trigêmeo; bem como da disfunção tubária/bloqueio da trompa de Eustáquio ou ainda produção excessiva de mucosa (em casos de inflamação, por exemplo), acarretando um acúmulo de detritos no ouvido médio e hipoxia/crise de ATP, promovendo inflamação crônica da mucosa do ouvido médio, induzindo a um círculo vicioso deletério e difícil de tratar.
O músculo então muda para a glicólise anaeróbica, que produz ácido lático e reduz o pH. A redução do pH pode ativar os nociceptores através dos canais iônicos sensíveis ao ácido. Os mastócitos, ativados por moléculas pró-inflamatórias, liberam histamina, ativando assim os nociceptores, característica de inflamação neurogênica. Por fim, a dor associada à cascata de eventos pode desencadear um reflexo protetor muscular que pode aumentar ainda mais a sobrecarga do músculo tensor timpânico.

## Diagnóstico
O diagnóstico da hiperacusia leva em conta a história da pessoa com intolerância a diferente tipos de som junto à avaliação audiológica do limiar de desconforto para sons. A hiperacusia deve ser diferenciada da fonofobia (medo de ouvir determinados sons) e o recrutamento (fenômeno em que a sensação de intensidade é aumentada e ocorre apenas em indivíduos com perdas auditivas sensorioneurais).

###### Audiograma
O teste diagnóstico básico é semelhante a um audiograma normal. A diferença é que, além do limiar auditivo em cada frequência de teste, também é medido o nível de som desconfortável mais baixo. Esse nível é chamado de nível de desconforto de volume (LDL). Em pacientes com hiperacusia, esse nível é consideravelmente mais baixo do que em indivíduos normais e geralmente na maior parte do espectro auditivo.

###### Ressonância magnética
O exame de ressonância magnética é muitas vezes requerido pelo otorrinolaringologista para dispensar diagnósticos de condições paralelas a hiperacusia, como o neurinoma do acústico. Porém, este exame pode agravar a condição de pacientes portadores de hiperacusia, já que estes frequentemente relatam recaídas quando expostos a ruídos, muitas vezes apresentando agravamentos permanentes ou até mesmo desenvolvendo o subtipo doloroso da condição.
Existem relatos de perda auditiva neurossensorial bilateral decorrente da exposição aos sons produzidos pelo exame de ressonância magnética, sendo que vários autores mediram os níveis de ruído de ressonância magnética e descobriram que eles excedem o nível de pressão sonora de 110 dB, chegando a 150 dB, com tempos de exposição que duram de dezenas de minutos até aproximadamente uma hora, havendo risco de trauma acústico mesmo com o uso de protetores auriculares, o que pode levar ao desenvolvimento ou agravamento da hiperacusia.

## Tratamento

###### Terapia sonora
A terapia de retreinamento sonoro que utiliza ruído branco (banda larga), originalmente utilizada como retreinamento do zumbido, é frequentemente indicada para a hiperacusia, visando restabelecer a tolerância ao som, muitas vezes combinada com acompanhamento psicológico.
A terapia cognitivo-comportamental (TCC) também pode ser combinada com a terapia de retreinamento. No entanto, ensaios controlados randomizados com grupos de controle ativo ainda são necessários para estabelecer a eficácia da TCC em relação ̈à hiperacusia e a utilidade da TCC para noxacusia (hiperacusia da dor) ainda não está demonstrada na literatura científica.
Um ensaio clínico randomizado com 151 participantes e 18 meses de acompanhamento não encontrou diferenças estatisticamente significativas na redução de LDL (nível de discomforto de volume) e zumbido utilizando terapia sonora contínua em pacientes com hiperacusia quando comparado com a terapia sonora parcial e "standard of care" (SoC).
A terapia sonora pode agravar a condição de pacientes portadores do subtipo doloroso de hiperacusia, já que estes frequentemente relatam recaídas quando expostos a ruídos. Existem relatos de que a terapia sonora pode levar um paciente com hiperacusia leve a ter uma agravamento significativo de sua condição ou desenvolver o subtipo doloroso da hiperacusia (a noxacusia).

###### Prevenção de recaídas/agravamentos e proteção auditiva
Com hiperacusia de intensidade, normalmente o paciente pode continuar a se expor ao ruído ambiente normal (agradável); no entanto, o ruído excessivo (alto) deve ser evitado, já que este pode levar a um agravamento.
No caso da hiperacusia dolorosa (noxacusia), a prevenção de agravamentos e a redução dos sintomas de dor são grandes prioridades, sendo muitas vezes gerenciada por meio de uma combinação de controle do ambiente para evitar sons altos e de uso de proteção auditiva, como tampões e/ou protetores de ouvido. Em 2019, uma pesquisa online mostrou que ruídos altos podem fazer com que os pacientes sofredores de hiperacusia dolorosa sofram uma recaída que piora seus sintomas e que a recuperação de tais recaídas pode levar semanas a meses. 14% dos pacientes pesquisados indicaram que uma recaída leva a um agravamento permanente dos sintomas.
Um estudo comparativo entre pessoas com hiperacusia de intensidade e dor concluiu que os pacientes com dor apresentam um quadro clínico mais grave, mais frequentemente uma piora temporária (recaída) de seus sintomas, menos recuperação ao longo do tempo e menos benefícios com a terapia sonora.